# Liste der denkmalgeschützten Objekte in Heiterwang
Die Liste der denkmalgeschützten Objekte in Heiterwang enthält die denkmalgeschützten, unbeweglichen Objekte der Gemeinde Heiterwang.

## Denkmäler
| Foto |                 | Denkmal | Standort                                     | Beschreibung | Metadaten |
| ---- | --------------- | --- | -------------------------------------------- | --- | --- |
| ja   | Datei hochladen | Gasthof Post, ehem. Zum weißen Rösslwirt HERIS-ID: 39255 Objekt-ID: 38975 TKK: 24741                                                                              | Ennet der Ach 10 Standort KG: Heiterwang     | Der Gasthof Post ist ein Mittelflurhaus mit breiter, teilweise bemalter Fassade. In der Giebelnische steht eine Maria Immaculata aus der Zeit um 1740. | BDA-Hist.: Q37988340 Status: Bescheid Stand der BDA-Liste: 2025-06-30 Name: Gasthof Post, ehem. Zum weißen Rösslwirt GstNr.: 362 Gasthof Post (Heiterwang)                                                                                |
| ja   | Datei hochladen | Außerfernbahn – Haltestelle Heiterwang-Plansee, Gütermagazin HERIS-ID: 11793 Objekt-ID: 7911 TKK: 24740, 33444                                                    | bei Kög 3 Standort KG: Heiterwang            | Der Bahnhof der Außerfernbahn war ein doppelstöckiges, gemauertes Gebäude unter einem Krüppelwalmdach, die Giebelflächen in Bretter-Bohlenbauweise mit Fensteröffnungen. Die Fenster im Erdgeschoß waren teils breit und quadratisch, teils unter einem Rundbogen, und hatten zweiflügelige Klappläden. An der Südseite befand sich im Obergeschoß ein breiter, vom Hauptdach überdeckter Balkon. Das Gebäude, von dem noch Fotos aus dem Jahre 1985 existieren, ist auf den Flugaufnahmen des Jahres 2000 nicht mehr vorhanden. Das Gütermagazin war ein rechteckiger, senkrecht verbretterter Riegelbau mit Satteldach. Es war Teil der Bahnanlagen der Außerfernbahn und wurde 1913 errichtet. Mit Stand 2013 wird das Magazin als abgetragen geführt. | BDA-Hist.: Q38112684 Status: Bescheid Stand der BDA-Liste: 2025-06-30 Name: Außerfernbahn – Haltestelle Heiterwang-Plansee, Gütermagazin GstNr.: .118                                                                                     |
| ja   | Datei hochladen | Kath. Pfarrkirche Unsere Liebe Frau Mariae Himmelfahrt, Friedhof m. Kriegerdenkmäler 1. u. 2. Weltkrieg HERIS-ID: 55424 Objekt-ID: 64074 TKK: 33443, 33442, 24733 | gegenüber Oberdorf 7 Standort KG: Heiterwang | Die Pfarrkirche am südöstlichen Ortsrand wurde zwischen 1480 und 1490 erbaut. Der Chor hat seinen gotischen Charakter behalten. Das vierjochige Langhaus wurde nach Zerstörungen barock wieder aufgebaut; der Nordturm wurde barockisiert. Der Hochaltar stammt aus der Mitte des 18. Jahrhunderts, die Seitenaltäre sind neugotisch. | BDA-Hist.: Q38065469 Status: § 2a Stand der BDA-Liste: 2025-06-30 Name: Kath. Pfarrkirche Unsere Liebe Frau Mariae Himmelfahrt, Friedhof m. Kriegerdenkmäler 1. u. 2. Weltkrieg GstNr.: .1, 106 Pfarrkirche Mariä Himmelfahrt, Heiterwang |